# Davarzan (shahrestan)
Davarzan (persiska: شهرستان داورزن, Shahrestan-e Davarzan) är en delprovins (shahrestan) i Iran. Den ligger i provinsen Razavikhorasan, i den nordöstra delen av landet. Administrativ huvudort är Davarzan.
Delprovinsen hade 21 911 invånare vid folkräkningen 2016.